# Faubourg d'Amiens Cemetery
Faubourg d'Amiens Cemetery is een Britse militaire begraafplaats gelegen in de Franse stad Arras (Pas-de-Calais). De begraafplaats ligt aan de Boulevard du Général de Gaulle op 1.300 m ten zuidwesten van het stadscentrum (Place des Héros) en werd ontworpen door Edwin Lutyens. Ze vormt een geheel met het Arras Memorial en het Arras Flying Services Memorial en is aan de straatzijde toegankelijk via vier boogvormige doorgangen, afgewerkt met een driehoekig fronton. De begraafplaats wordt omsloten door een hoge bakstenen muur. De graven liggen in 7 perken in evenwijdige rijen opgesteld, in perk 8 liggen slechts 29 doden begraven. Tegen de westelijke muur liggen enkele afzonderlijke graven van slachtoffers uit het voormalige Brits-Indië en Duitsers. 
Onder 2.680 geïdentificeerde doden uit de Eerste Wereldoorlog zijn er 2.420 Britten, 143 Canadezen, 60 Zuid-Afrikanen, 26 Nieuw-Zeelanders, 9 Indiërs en 22 Duitsers. Er ligt ook 1 Fransman en een onbekende Rus.
Er liggen ook 8 Britten (waaronder 1 niet geïdentificeerde) en 1 Amerikaan uit de Tweede Wereldoorlog. 
De begraafplaats wordt onderhouden door de Commonwealth War Graves Commission.

## Geschiedenis
In het voorjaar van 1916 werd Arras overgedragen aan de Commonwealth-troepen. De Fransen hadden toen reeds een begraafplaats aangelegd en de Britten gebruikten na de overdracht in maart 1916 het terrein achter deze begraafplaats om hun doden te begraven.  Tot november 1918 werd ze nog steeds gebruikt door veldhospitalen en gevechtseenheden, vooral gedurende de slag bij Arras in 1917. De begraafplaats werd na de wapenstilstand uitgebreid toen graven vanuit de slagvelden en van twee kleinere begraafplaatsen uit de omgeving naar hier werden overgebracht. De Franse graven werden na de oorlog naar andere begraafplaatsen overgeplaatst en het terrein dat hierdoor vrijkwam werd gebruikt voor de bouw van het Arras Memorial en het Arras Flying Services Memorial.

## Graven
- de gebroeders M. en W. McIsaac, kanonniers bij de Royal Garrison Artillery stierven allebei op 11 april 1918 en liggen naast elkaar begraven.
- korporaal Leslie Frank Bromwich en soldaat Edgar John Bromwich, beiden van het Royal Warwickshire Regiment zijn eveneens broers die op dezelfde dag (4 juni 1916) sneuvelden.
- de lichamen van de Britse soldaten W.A. Aldridge en M. Clarridge en van de Amerikaanse kolonel T.J.J. Christian werden hier niet meer teruggevonden en worden herdacht met een Special Memorial[1]
- de grafzerk van soldaat G.T. Goldsmith vermeldt het opschrift Believed to be omdat men veronderstelt dat hij hier begraven ligt.
- Louis Eugène Renault was een Franse vertaler in dienst bij het Britse leger. Hij stierf op 6 juni 1916 en op zijn grafsteen staat de tekst: Interprete stagiaire - Mort pour la France.
- achter de grafzerk van majoor Norman Sinclair-Travis staat rug aan rug een privaat grafkruis met zijn naam en sterfdatum.

### Onderscheiden militairen
- Henry Thomas Cantan, luitenant-kolonel bij de Duke of Cornwall's Light Infantry werd vereerd met het lidmaatschap (companion) in de Order of Saint Michael and Saint George (CMG).
- Francis Graham, majoor bij de Royal Field Artillery en Joseph Leslie Dent,  kapitein bij het South Staffordshire Regiment werden onderscheiden met de Distinguished Service Order en het Military Cross (DSO, MC).
- Henry Norrington Packard, luitenant-kolonel bij de Royal Field Artillery; William Broder McTaggart, majoor bij Canadian Field Artillery en Herbert Haydon Wilson, kapitein bij de Royal Horse Guards werden onderscheiden met de Distinguished Service Order (DSO).
- H.T. Vizard, kapitein bij de Royal Field Artillery werd driemaal onderscheiden met het Military Cross (MC and 2 Bars).
- Arthur Yalden Graham Thomson, kapitein bij de Cameron Highlanders en Aubrey Causton Strachan, luitenant bij de Royal Field Artillery werden tweemaal onderscheiden met het Military Cross (MC and Bar).
- verder zijn er nog 19 militairen die het Military Cross (MC) ontvingen.
- W. Kingsford, sergeant bij de The Buffs (East Kent Regiment) en J. McCreath, sergeant bij de Royal Engineers werden driemaal onderscheiden met de Military Medal (MM and 2 Bars).
- korporaal D.J. Guilmartin en geleider H.E. Holland werden tweemaal onderscheiden met de Military Medal (MM and Bar).
- nog 48 andere militairen ontvingen de Military Medal (MM).

### Minderjarige militairen
- de soldaten R. Bertram, Sidney Clinch, Robert L. Cockburn, John Gill, John E. Ludlow, K.J. MacLeod, Thomas Willis en George W. Street waren 17 jaar toen ze sneuvelden.

### Gefusilleerde militairen
- John Edward Barnes, soldaat bij het Royal Sussex Regiment  en Robert Gillis Pattison, soldaat bij het East Surrey Regiment werden allebei op 4 juli 1916 wegens desertie gefusilleerd.[2]

### Aliassen
Acht militairen dienden onder een alias.
- soldaat William George Byford als J. Lewis bij de Canadian Infantry.
- soldaat Edward Richard Barclay als A. Smith bij het Middlesex Regiment.
- pionier George Everett Davies als George Everett Davis bij de New Zealand Engineers.
- soldaat W. Ballam als W. Harris bij de South African Infantry.
- soldaat Herbert John Tuffrey als Arthur Bartlett bij de Canadian Infantry.
- pionier Jacob Orr Cherry als John Allan bij de Canadian Railway Troops.
- soldaat T.E. Hoare als T.E. Healey bij de Seaforth Highlanders.
- kanonnier John Davis als J. Byrne bij de Royal Field Artillery.